# Final Fantasy Type-0
 Final Fantasy Type-0 (яп. ファイナルファンタジー 零式 файнару фантадзи: рэйсики, «Последняя Фантазия: Тип-0») — японская ролевая игра, разработанная и изданная Square Enix эксклюзивно для портативной игровой консоли PlayStation Portable. Final Fantasy Type-0 вышла 27 октября 2011 года в Японии. Ранее была известна как Final Fantasy Agito XIII (яп. ファイナルファンタジー アギトXIII файнару фантадзи: агито са:ти:н, «Последняя Фантазия: Агито XIII»). Руководитель команды разработчиков Type-0 Хадзимэ Табата говорил, что ему нравилось старое название «Agito XIII», но так как к Final Fantasy XIII игра по сюжету не имела никакого отношения, название было изменено. Type-0 планируется как первая игра в побочной серии. Игра входит в серию Fabula Nova Crystallis Final Fantasy наряду с трилогией Final Fantasy XIII и игрой Final Fantasy XV. Хотя выход игры за пределами Японии не был анонсирован, Табата упомянул в одном из интервью, что релиз всё же состоится. По словам разработчиков, работа над западной версией игры уже ведётся.
Действие Type-0 происходит в вымышленном мире, выполненном в антураже альтернативной современности с элементами фэнтези и научной фантастики. Сюжет повествует о войне, которую, нарушив мирный договор между четырьмя странами, развязала империя Милитес (англ. Milites) во главе с маршалом Сидом Аулстайном. Через некоторое время армия захватчиков дошла до Аркхема, столицы Рубрума (англ. Rubrum), который был защищён кристаллом. Имперская армия использовала подавитель кристалла, тем самым сделав армию Рубрума беспомощной перед врагом. Двенадцать кадетов магической академии Рубрума, неподвластные эффекту подавителя кристалла, поднимают оружие, чтобы защитить свою страну от угрозы.
Type-0 была положительно оценена японским игровым журналом Famitsu: его рецензенты поставили игре почти идеальную оценку в 39 баллов из 40 возможных. За первую неделю продаж было продано 472,253 копий.
В марте 2015 года вышло переиздание игры для PlayStation 4 и Xbox One. Final Fantasy Type-0 HD переведена с японского языка. В июне 2015 года из пресс-релиза MSI стало известно, что Final Fantasy Type-0 HD также выйдет и на Windows. Игра доступна на PC с 18 августа 2015 года.

## Игровой процесс

Битва в игре. Внизу показаны индикаторы количества очков жизни и очков магии, в правом нижнем углу — четыре команды, которые может применить игрок

Бой в Final Fantasy Type-0 проходит в реальном времени и чем-то напоминает боевую систему в предыдущих играх Square Enix, Crisis Core: Final Fantasy VII и The 3rd Birthday. В бою задействована вариация системы «Active Time Battle». При этом игрок управляет командой героев, а не одним героем, как в Crisis Core: Final Fantasy VII. Под непосредственным контролем игрока находится выбранный им персонаж, остальными двумя управляет искусственный интеллект. У каждого героя есть несколько действий, которые он может совершить: атаковать противника, применить атакующее заклинание, применить заклинание поддержки, увернуться от атаки или использовать особую способность. За каждое из действий отвечает собственная кнопка.
Каждый из доступных игроков имеет свой личный тип оружия, а также уникальные атаки и способности, которые можно улучшать по мере прохождения игры при достаточном количестве специальных очков (AP), которые игрок зарабатывает при повышении уровня своих персонажей. Игрок может фокусироваться на одном противнике и, при помощи своевременных действий, наносить ему критические удары (способность «Break Sight») или получить редкую возможность убить врага с одного удара (способность «Kill Sight»). Силы доступных в партии персонажей можно объединить для специальной совместной атаки, «Triad Maneuver», наносящей большой урон врагу.
Помимо персонажей партии, игрок может воззвать к эйдолону, призываемому существу, после чего контроль переходит к призванному существу. Ценой призыва эйдолона служит жизнь призвавшего его персонажа — герой погибает и недоступен для игрока до следующего пункта воскрешения. В списке доступных игроку эйдолонов присутствуют традиционные для серии Final Fantasy Ифрит, Шива, Голем, Один, Диаблос и Бахамут.
Из побеждённых противников игрок может получить субстанцию под названием «фантома». Получив фантому, персонаж восполнит ту или иную характеристику, в зависимости от цвета полученной фантомы. Субстанцию также можно использовать для прокачки магических умений игрока в специальной системе Alto Crystarium.
Когда HP персонажа падает до нуля, герой считается погибшим. В этом случае игрок может заменить погибшего любым другим доступным героем, а самого персонажа воскресить после окончания миссии.

## Сюжет

### Сеттинг

Скриншот академии

Действие Final Fantasy Type-0 разворачивается в мире Ориенс, который поделили между собой четыре «Кристальных Государства». У каждой из наций есть свой кристалл, из символов которых произошли названия государств — Доминион Рубрума от Кристалла Красной Птицы (повелевает магией), Империя Милитеси от Кристалла Белого Тигра (сила науки и технологий), Королевство Конкордии от Кристалла Лазоревого Дракона (сила Драконов) и Лориканский Альянс от Кристалла Чёрной Черепахи (силы защиты).
В каждом государстве есть Академия (Перистулум), которые исследуют Кристаллы. Каждый из Кристаллов может наделить избранного жителя страны силой л’Си, дав ему долголетие, огромную магическую силу и так называемый «фокус» — задачу, которую избранный обязан выполнить. Л’Си может превратиться в кристалл, но обречён на потерю всех воспоминаний.
В мире Ориенс также существует уникальное явление — люди теряют все воспоминания об умерших, дабы не отвлекаться от поставленных им задач и не удерживаться прошлым от движения в будущее. Основной целью большинства людей является становление Агито — легендарным воином, который, по легенде, спасёт мир от апокалипсиса, который в мире Ориенс носит имя Tempus Finis.

### История
События игры начинаются с исчезновения Императора Милитеси. Из-за отсутствия монарха, руководство приходится принять одному из генералов империи, Сиду Олстину. Боясь, что сила Кристалла Милитес иссякнет, из-за чего империя может пасть перед соседями, Сид объявляет войну трём другим государствам за неимением других вариантов. Первым же делом Сид выводит из борьбы Лориканский Альянс, применив Бомбу Ультимы, а следующим шагом решает осуществить вторжение в Рубрум. Чтобы облегчить себе задачу, Милитес использует новое оружие Магитек — Подавитель Кристалла, тем самым практически обезоружив студентов Перистулума Рубрума (способности использования магии и призыва эйдолонов кадеты черпают от Кристалла).
Ситуацию спасает Класс Ноль — секретный отряд кадетов Перистулума, который может использовать магические способности даже без связи с Кристаллом. Отряд появляется в нужный момент и своими силами отбивает военные силы Империи, тем самым став основным оружием Рубрума. По мере развития сюжета одной из новых учениц Класса Ноль, Рем, становится всё хуже (девушка неизлечима больна), а Макина (ещё один новый ученик) узнаёт, что в день вторжения в Рубрум погиб его брат и винит во всём Класс Ноль, из-за чего соглашается шпионить на них в интересах руководства академии.
Для укрепления сил Рубрума руководство отправляет Класс Ноль в Инграм, столицу Милитес, чтобы кадеты вывели из строя Подавители Кристаллов на фабрике Магитек. Операция практически завершается успехом, но кадеты сталкиваются с л’Си Милитес, Нимбус. Не успев закончить бой, команда слышит объявление о перемирии со стороны Милитеси, а Нимбус отступает, не успев закончить бой.
Для переговоров о перемирии в Инграм прибывает королева Конкордии, Андория Кая Транка Фам Фортурио, а Класс Ноль держат под стражей в столице Милитеси. Выясняется, что всё это было частью плана — королеву Андорию убивают Милитеси, а вину за убийство вешают на Класс Ноль. Кадетам удаётся сбежать из Инграм, а Милитеси с Конкордией подписывают договор о сотрудничестве в военных действиях. Лидеры Рубрума и руководство Перистулума не хотят даже слышать оправданий кадетов, обвиняя их в измене и подрыве обороны страны. Высшее руководство академии решает избавиться от Класса Ноль, засылая их в самое пекло битвы, тем самым обрекая их на верную смерть. Капитана Класса, Курасамэ, посылают в бой вместе с ними.
Рубрум начинает обратную атаку на два фронта против сил Конкордии и Милитеси, вместе с тем засылая в самый опасный бой (атаку на столицу Конкордии) кадетов Класса Ноль. Там подростки сталкиваются с л’Си Конкордии, Клаэс Селестией Миска Санцест, которая атакует силы Рубрума в облике гигантского дракона. В качестве крайней меры Аресия призывает на поле боя Бахамута, а по другую сторону боя в борьбу вступает л’Си Рубрума, Сэтсуна. Служительница Кристалла решает пожертвовать своей жизнью и, собрав жизненные силы ещё нескольких кадетов Перистулума Рубрума (а также капитана Курасамэ), призывает для противодействия силам Милитеси и Конкордии эйдолона Александра. Атака эйдолона уносит тысячи жизней, вместе с тем отбивая атаку Империи.
В то же время Класс Ноль встречается лицом к лицу с л’Си Милитеси, Катором Баштаром, который атакует кадетов на своём гигантском роботе. К концу боя Катор понимает, что Сид его подставил, установив Бомбу Ультимы на его робота с целью уничтожения Инграма и Класса Ноль. Л’Си решает пожертвовать собой и уносит бомбу в верхние слои атмосферы, где и погибает от взрыва.
Рубрум, тем временем, празднует победу — Конкордия и Милитеси побеждены, Доминион становится во главе всего Ориенса. Сбывается пророчество Ориенса о конце света и начинается процесс Финис — для истребления выживших появляются гиганты, Воины Лулусат; в небе над Ориенсом появляется таинственный летающий остров, Дворец Магии. Класс Ноль застаёт Академию практически разрушенной, а кадетов других классов убитыми. Хаос охватывает Рубрум, Макина исчезает без предупреждения, а в Рубрум прибывает Селестия. Л’Си Конкордии рассказывает Классу Ноль, что Сид вместе с Нимбус отправился во Дворец Магии (попасть туда могут только слуги Кристалла, Л’Си), чтобы стать Агито, легендарным воином. Селестия помогает Классу Ноль добраться до Дворца, но кадетам приходится оставить Рем, которая из-за болезни не может продолжать сражаться.
Прибыв во Дворец, кадеты застают Сида, который подвергает Класс Ноль различным испытаниям на пути к битве с ним. По прибытии Кадеты слышат обращение Кристалла Рубрума, который предлагает им стать Л’Си для победы над Сидом. Если игрок согласится, Класс будет вынужден столкнуться с бесконечными волнами Лулусат, из-за чего погибнет (игра просто не позволит выжить кадетам, постоянно повышая сложность боя), и игра закончится.
Если же игрок отклонит предложение Кристалла и решит оставить Класс Ноль людьми, игра продолжится. Пока кадеты пробивают себе дорогу к Сиду, Кристалл Рубрума выбирает умирающую Рем в качестве л’Си и переносит её в Дворец для битвы с л’Си Милитеси, которым оказывается Макина. Выясняется, что Макина из желания защитить Рем принял маску прошлого л’Си Милитеси, Кунми, вместе с тем потеряв память. Не помня Рем, Макина убивает свою подругу детства, но позже осознаёт свою ошибку и вместе с девушкой превращается в кристалл.
Класс Ноль всё же добирается до Сида, который уже превратился в Арбитра Лулусат, руководящего Финис, концом света. Сид убивает весь класс, но духи Макины и Рем воскрешают друзей, дав им силы для поглощения фантомы Сида. С новообретённой силой кадетам всё же удаётся уничтожить Сида и отменить действие Финис.
Класс Ноль, обессилевший и израненный, телепортируется в свой разрушенный классный кабинет, где все они делятся своими мечтами о будущем и планах. Макина и Рем выходят из кристального состояния и прибывают в кабинет к остальным, но застают лишь уже умерших одноклассников, держащихся за руки. Над их телами возведён флаг Рубрума, составленный из личного оружия кадетов. Кристаллы исчезают из Ориенса, из-за чего живущие снова могут помнить погибших. Макина и Рем помогают возродить мир после войны.
Во втором прохождении игры игроку предлагается принять участие в дополнительных миссиях, которые отличаются от основных сюжетных событий. Дополнительные подробности проливают свет на истинную природу событий в игре. Так, выясняется, что всё происходящее — всего лишь эксперимент двух фал’Си по открытию Врат Этро (пути в царство мёртвых). Одной из фал’Си является Гала, повелительница Лулусат, а другой — Арэсия, покровительница Класса Ноль в основном сюжете игры. Подход обеих разительно отличается — в то время как Арэсия использует Класс Ноль для того чтобы найти Агито, который откроет врата, Гала использует воинов Лулусат для истребления людей в надежде, что поток душ откроет двери. Цикл повторялся больше шести миллионов раз, и каждая из попыток была безуспешной — фал’Си просто возвращали Ориенс обратно во времени. Всё меняет появление Рем и Макины, которые меняют ход эксперимента, и Арэсия, проникнувшись действиями Класса Ноль, решает закончить эксперимент. Благодаря этому в оригинальной концовке игры из Ориенса исчезают все кристаллы.
В секретной концовке Арэсия решает полностью убрать Кристаллы изо всей истории Ориенса, создав новый временной поток, где войны никогда не было, а Класс Ноль наслаждается обычными счастливыми жизнями.

## Персонажи

Персонажи из игры, автор Тэцуя Номура.

### Класс Ноль
- Эйс (яп. エース Эсу:, англ. Ace) — номер 1, негласный лидер среди Класса Ноль, прекрасный стратег и знаток магии. Спокоен, сдержан, рассудителен. Он является одним из нескольких жителей Ориенса со способностью помнить мёртвых. В бою пользуется магическими картами, олицетворяет доверие.
- Дьюс (яп. デュース Дьюу:су, англ. Deuce) — номер 2. Добрая, честная и заботливая девушка. Несмотря на это, крайне упёртая и никогда не отступает от своего мнения. Поскольку Дьюс пережила куда больше циклов, чем остальные, иногда испытывает чувство дежавю от сюжетных событий. В бою пользуется магической флейтой, олицетворяет нежность.
- Трей (яп. トレイ Торей:, англ. Trey) — номер 3. Трей вежлив со всеми, крайне логичен и всегда спокоен. Любит давать советы. В бою пользуется луком и стрелами, олицетворяет знание.
- Катр / Кейт (яп. ケイト Кейто, англ. Cater / Kate) — номер 4. Крайне импульсивная и прямолинейная девушка, предпочитает общаться напрямую и не скрывая искренних чувств к собеседнику. Очень эмоциональна, предпочитает доверяться интуиции. В бою использует магический пистолет (оружие питается за счёт кристалла, который девушка всегда носит с собой в рюкзаке), олицетворяет смелость.
- Синк (яп. シンク Син:ку, фр. Cinque) — номер 5. Наивная и добродушная ученица Класса Ноль, но за обманчивой инфантильностью девушки скрывается взрывной характер, подкрепляемый абсолютной непредсказуемостью. Обладает сильной интуицией, позволяющей ей чувствовать опасность. В бою использует огромную булаву, олицетворяет невинность.
- Сайс (яп. サイス Сай:су , фр. Sice) — номер 6. Сайс в разговоре предпочитает резкость и прямолинейность, иногда даже грубость, что иногда приводить к непониманию истинных мотивов девушки. Она старается избегать конфликтов, но если оказывается задета кем-либо, отбивается до последнего. Вооружена косой, олицетворяет упорство.
- Севен  (яп. サイス Сэбун, англ. Seven) — номер 7. Обладая довольно прохладным отношением к людям, Севен в то же всегда доводит до конца начатое и вообще проявляет себя как ответственный человек. Имеет множество фанаток из младших классов. Не умеет отказывать в просьбах. В бою пользуется мечом-хлыстом, олицетворяет понимание.
- Эйт  (яп. エイト Эй:то, англ. Eight) — номер 8. Не любит традиционное оружие, из-за чего пользуется в основном своими кулаками. Ответственный, собранный, умеет выполнять поставленные задачи под давлением. В бою пользуется перчатками, олицетворяет решительность.
- Найн (яп. ナイン Найн, англ. Nine) — номер 9. Грубый, невоспитанный, слегка глуповат. Найн крайне импульсивен и не умеет сдерживать эмоции, из-за чего постоянно попадает в неприятности. Видит мир только в чёрном и белом, не задумывается о деталях. Квин не любит его грубость, но весь класс считает, что Найн своими действиями придаёт им смелости. В бою предпочитает копьё, олицетворяет действие.
- Джек (яп. ジャック Дзя:кку, англ. Jack) — номер 10. Молодой человек, который предпочитает большую часть времени шутить и веселиться, улыбка практически никогда не сходит с его лица. Инфантилен, но в глубине души считает своим долгом радовать друзей и приносить искру надежды даже в самые тяжёлые моменты. Мастер владения мечом. В бою использует катану, олицетворяет невежество.
- Квин (яп. クィーン Куин , англ. Queen) — номер 11, ученица Класса Ноль, умная и начитанная девушка. Уважаема другими учениками за интеллект и чувство справедливости. Одна из немногих учащихся класса, которая действительно придаёт большое внимание учёбе. За свои лидерские качества, заботу о других и своеобразное поведение «старшей сестры» считается своеобразной старостой класса. В бою пользуется мечом, олицетворяет интеллект.
- Кинг (яп. キング Кингу:, англ. King) — номер 12, немногословный ученик Класса Ноль, предпочитает действия словам, умеет быстро принимать сложные решения. Кинг внешне холоден, но у него очень доброе сердце. Тренируется каждый день, благодаря чего находится в прекрасной физической форме. В бою пользуется двумя пистолетами, олицетворяет решимость.
- Рем Токимия  (яп. レム・トキミヤ Ремму Токимия, англ. Rem Tokimiya) — новичок Класса Ноль, выступает в качестве рассказчицы истории. Рем добра, открыта и весела, готова прийти на помощь в любой момент, совершенно чиста сердцем и не умеет врать. По мере развития сюжета выясняется, что Рем неизлечимо больна, но не хочет рассказывать об этом одноклассникам, чтобы не беспокоить их. Постоянно заботится о Макине, который является ей другом детства. Из-за того, что она новая ученица, не имеет номера. В бою пользуется кинжалами, имеет большой талант в магии, олицетворяет любовь.
- Макина Кунагири  (яп. マキナ・クナギリ Макина Кунагири, англ. Machina Kunagiri) — ученик Класса Ноль. Друг детства Рем, очень заботится о ней и пойдёт ради неё на всё. Постоянно старается расти над собой, проводя время на арене или в библиотеке. Один из лучших бойцов Перистилума Рубрума. В бою пользуется рапирами, олицетворяет страх.

## Разработка
Решение создать Final Fantasy Type-0 было принято уже после того, как были объявлены две другие (Final Fantasy XIII и Final Fantasy Versus XIII). Игру решили сделать для мобильных телефонов нового поколения, похожую на Before Crisis: Final Fantasy VII. Но современные телефоны не могли дать того что нужно было Square Enix, поэтому 2 августа 2008 года объявили что игра Final Fantasy Type-0 выйдет на Sony PlayStation Portable. На данный момент попытки создать мобильную версию игры прекращены.

## Отзывы и продажи
| Сводный рейтинг | Сводный рейтинг |
| Агрегатор       | Оценка          |
| --------------- | --------------- |
| GameRankings    | 72,50 %         |

Летом 2018 года, благодаря уязвимости в защите Steam Web API, стало известно, что точное количество пользователей сервиса Steam, которые играли в игру хотя бы один раз, составляет 164 421 человек.